# Abelharuco-etíope
O abelharuco-etíope (Merops lafresnayii) é uma espécie de ave da família Meropidae.
A sua área de distribuição estende-se pela Etiópia e pelo Sudão. Anteriormente, era considerado uma subespécie do abelharuco-de-peito-azul.
Este abelharuco é uma ave da floresta tropical e tem hábitos solitários. Pousa muitas vezes num galho alto na copa de uma árvore, perto de caminhos ou clareiras e lança-se sobre pequenas borboletas, abelhas e outros insectos antes de retornar ao seu poleiro original.

## Subespécies
A espécie é monotípica (não são reconhecidas subespécies).